# Дубовик, Карп Андреевич
Карп Андреевич Дубовик (1881 — ?) — казак, член Государственной думы II созыва от Полтавской губернии.

## Биография

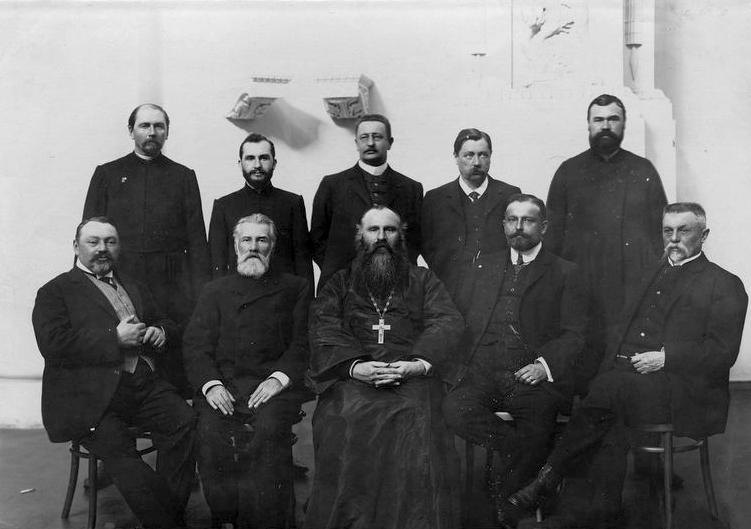
Депутаты Государственной думы II созыва от Полтавской губернии. Стоят: Власенко А. Ф., Дубовик К. А., Милорадович Д. Н., Лукашевич С. В., Черненко Т. Г.; сидят: Булюбаш В. И., Павлов П. П., Пирский Н. В., Маслянников В. В., Шкларевич П. Д.

Православный. По национальности украинец («малоросс»), казак. Выпускник Беликовского двухклассного министерского училища. Работал волостным писарем, затем служил в канцелярии земского начальника. Владел землёй площадью  1 десятину. В момент выборов в Думу оставался беспартийным. Либеральной прессой рассматривался как правый, так как участвовал в депутации в Царское село.
11 февраля 1907 года избран членом Государственной думы II созыва от общего состава выборщиков Полтавского губернского избирательного собрания. Вошел в  состав фракции Правых. В думских комиссиях не состоял, с трибуны Думы не выступал.
В начале апреля 1907 года попросил крестьян с. Белики Кобелякского уезда прислать ему свои наказы, выразив в них все свои потребности. Крестьяне, не теряя времени, собрались и, посоветовавшись между собой, составили подробные наказы с требованием амнистии, земли и воли. Об этом узнали полицейские власти, и в конце концов - от наказа не осталось ни клочка, а крестьяне получили от начальства "внушение", что такие наказы посылать "вредно".
В мае 1907 года на тысячном митинге в Беликах Полтавской губернии Дубовик уверял крестьян, он не является сторонником господ. Дубовик высказался за равные права евреев; крестьяне поручили ему требовать в Думе земли, свободы и амнистии.
Дальнейшая судьба и дата смерти неизвестны.

### Рекомендуемые источники
- Российский государственный исторический архив. Фонд 1278. Опись 1 (2-й созыв). Дело 138; Дело 596. Лист 16.